# Mosiera elliptica
Mosiera elliptica là một loài thực vật có hoa trong Họ Đào kim nương. Loài này được (C.Wright) Bisse mô tả khoa học đầu tiên năm 1985.